# یان مالیپتر
یان مالیپتر (انگلیسی: Jan Malypetr؛ زاده ۲۱ دسامبر ۱۸۷۳ – درگذشته ۲۷ سپتامبر ۱۹۴۷) سیاستمدار اهل چکسلواکی بود. وی از ۲۹ اکتبر ۱۹۳۲ تا ۵ نوامبر ۱۹۳۵ نخست‌وزیر چکسلواکی بود.
یان مالیپتر در ۲۷ سپتامبر ۱۹۴۷، در سن ۷۳ سالگی درگذشت.